# Cravanzana
Cravanzana (auf Piemontesisch Cravansan-a) ist eine italienische Gemeinde in der Provinz Cuneo (CN), Region Piemont.

## Lage und Einwohner
Cravanzana liegt rund 65 km  nordöstlich von der Provinzhauptstadt Cuneo und 61 km südöstlich von Turin auf einem Höhenrücken der Alta Langa zwischen den Tälern der Bórmida und des Belbo. Die etwa 8 km² große Gemeinde  hat 351 Einwohner (Stand 31. Dezember 2023).
Die Nachbargemeinden sind Arguello, Bosia, Cerreto Langhe, Feisoglio, Lequio Berria und Torre Bormida.
Bevölkerungsentwicklung

## Geschichte

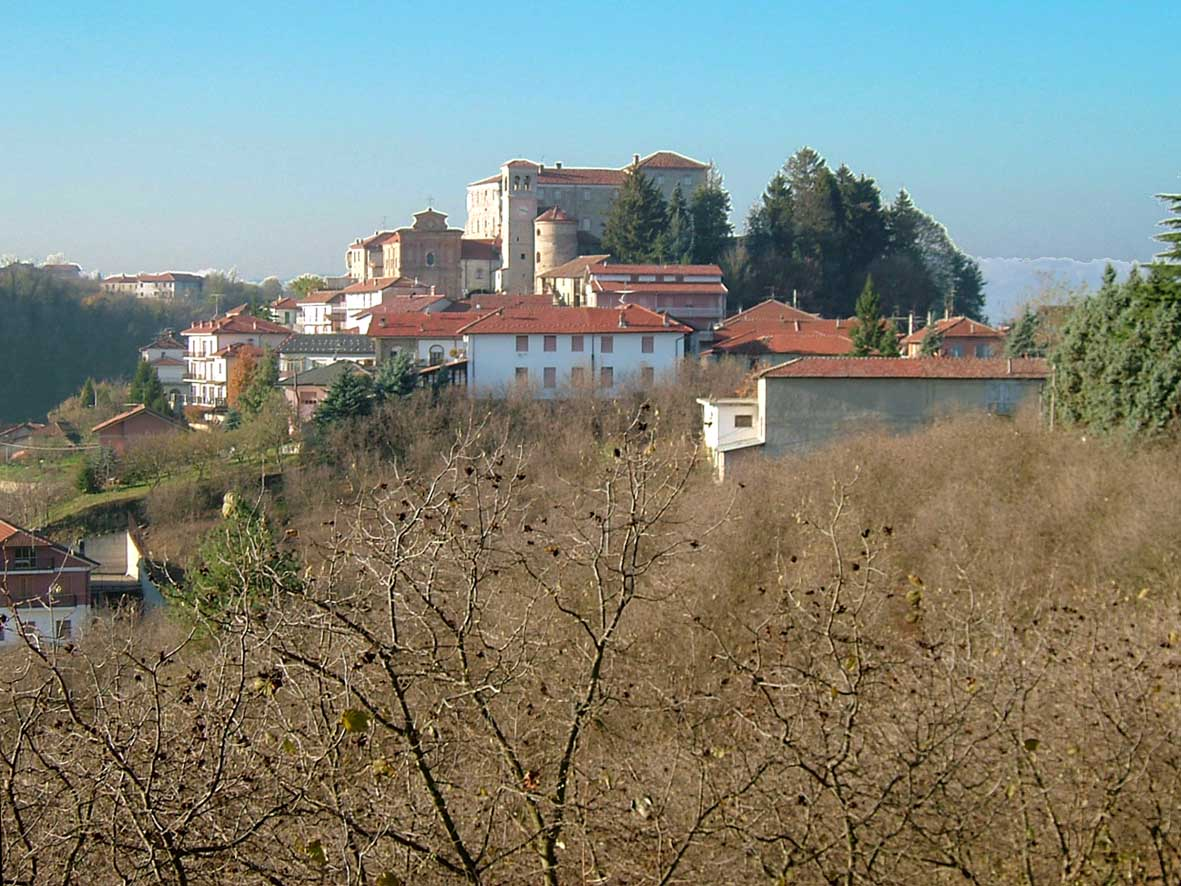
Cravanzana

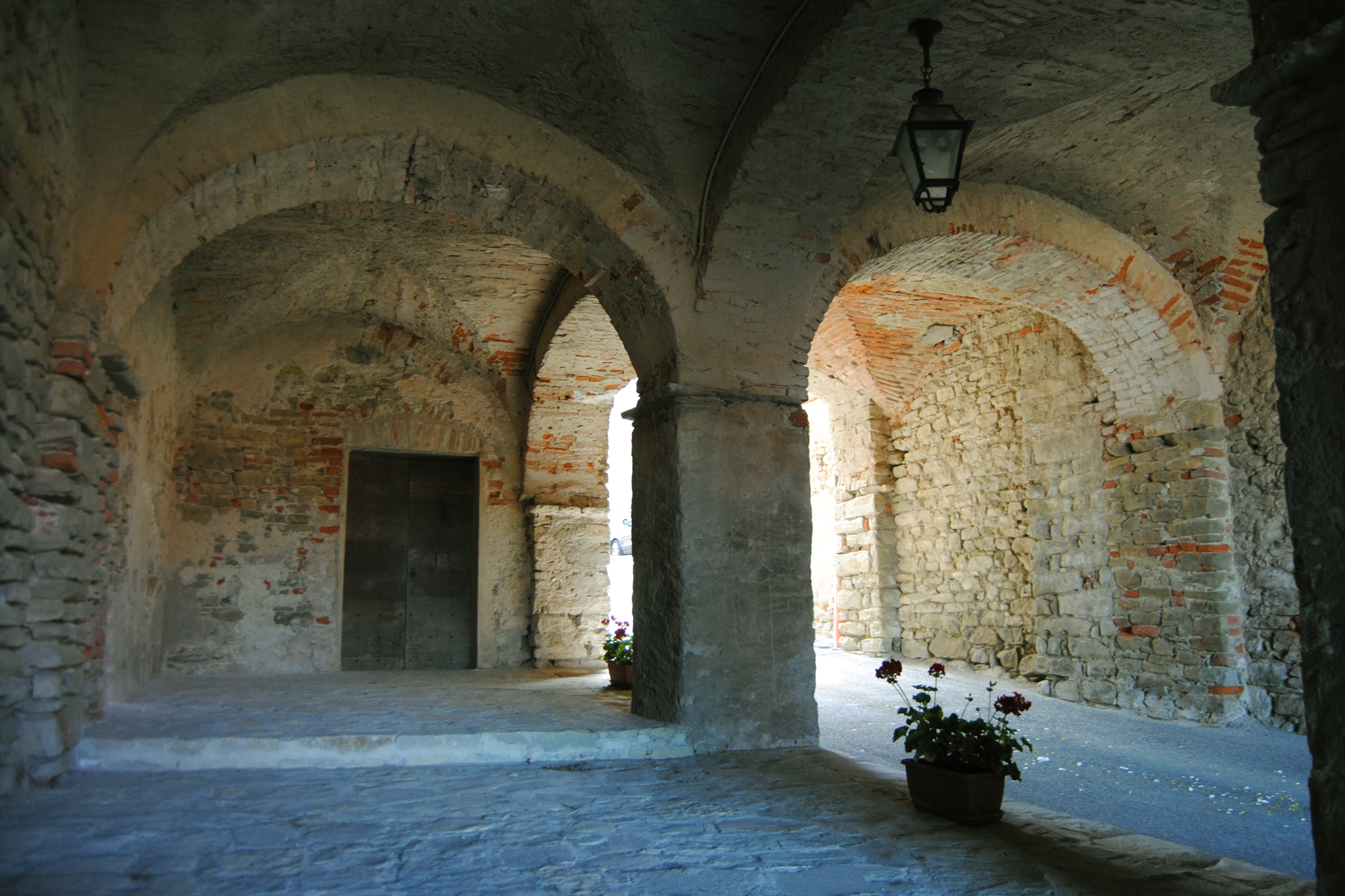
Arkaden in der Altstadt

Laut dem Historiker Giordano Berti könnte der Name von crava abgeleitet sein, was in der piemontesischen Sprache „Ziege“ bedeutet. Daher wäre Cravanzana ein Ort gewesen, an dem Ziegen gezüchtet wurden oder wo diese Tiere in großer Zahl in freier Wildbahn lebten. Es ist kein Zufall, dass im aktuellen Wappen von Cravanzana die Figur einer Ziege auf einem Berggipfel erscheint. Der Volksüberlieferung zufolge blieb eine einzige Ziege zurück, nachdem eine Pest die Herden ausgerottet hatte (crava sana = gesunde Ziege). Eine anerkanntere Hypothese besagt, dass die Adelsfamilie Calventius der Stadt ihren Namen gab, woraus sich der ursprüngliche Ortsname Villa Calventiana ableitet.
Der Ursprung der kleinen Stadt Cravanzana ist unbekannt, aber sicherlich alt. Die ersten historischen Nachrichten über Cravanzana stammen aus dem Jahr 1125, als der Marquis Bonifacio del Vasto, Nachkomme der Aleramici-Dynastie, seine Besitztümer unter seinen Söhnen aufteilte und Bonifacio Minore ein großes Gebiet vermachte, das als „Marquisat von Cortemilia“ bezeichnet wurde; Auch die Stadt Cravanzana wurde in das Testament einbezogen.
Um 1190 ließ die Familie Del Carretto, Nachkommen von Bonifacio, in Cravanzana eine Burg errichten, um die Täler der Flüsse Belbo und Bormida zu kontrollieren. Obwohl diese Gebiete arm an landwirtschaftlichen Ressourcen waren, lebten sie hauptsächlich dank der Händler, die zwischen den Häfen Liguriens und der piemontesischen Ebene pendelten.
Im Jahr 1337 überließ Manfredo, Markgraf von Saluzzo, einen Teil des Territoriums von Cravanzana der mächtigen Familie Scarampi aus Asti, die die Burg verstärkte. Im Jahr 1432 brach Francesco Sforza, Befehlshaber der Armee von Filippo Maria Visconti, Herzog von Mailand, in das Gebiet von Cortemilia ein und verursachte erhebliche Schäden in den umliegenden Dörfern und auch an der Burg von Cravanzana.
Im Jahr 1536 ging die Stadt in den Besitz der Familie Gonzaga, Herzöge von Mantua, über. Nach verschiedenen Erbereignissen gelangten die Burg von Cravanzana und das angrenzende Gebiet 1607 in den Besitz von Augusto Manfredo Scaglia, Graf von Verrua, der die Burg von den Grundmauern aus wieder aufbauen ließ.
Während des Erbfolgekrieges von Mantua und Monferrato, der 1627 begann, nahm Herzog Carlo Emanuele I. von Savoyen ein großes Gebiet im unteren Piemont in Besitz, darunter Cravanzana.
Im Jahr 1731 schenkte Herzog Carlo Emanuele III. von Savoyen das Lehen von Cravanzana seinem Kriegsminister Gian Giacomo Fontana, dem er den Titel eines Marquis verlieh. Später gelangte die Burg in den Besitz des Marquis Giambattista Fontana, Kriegsminister unter Vittorio Amedeo III. von Savoyen.

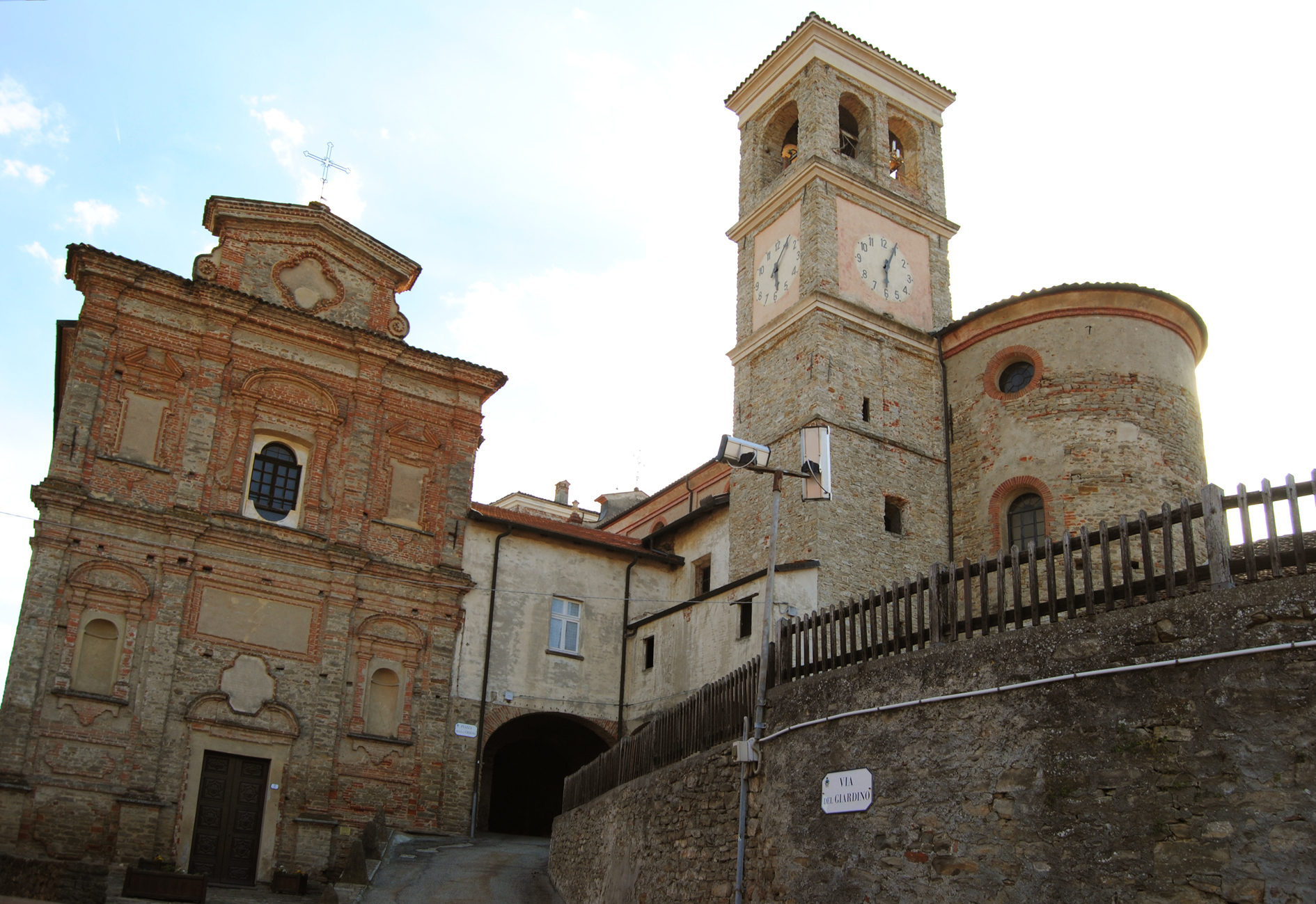
Blick auf zwei Kirchen

Zu Beginn des Jahres 1796 durchquerte die Armee Napoleons das Gebiet von Cravanzana und die Burg beherbergte Napoleon Bonaparte und General Amédée Emmanuel François Laharpe, die am 10. Mai desselben Jahres während der Schlacht von Codogno in der Lombardei für einige Tage starben.
Nach der Restauration verlor Cravanzana aus militärischer Sicht völlig an strategischer Bedeutung, die Stadt blieb jedoch ein Bezugspunkt für die kleinen Nachbardörfer der Alta Langa und für den Handel zwischen der Küste von Savona und dem unteren Piemont.
Zu Beginn des 19. Jahrhunderts gründete Prof. Goffredo Casalis stellte im Geographisch-historisch-statistisch-kommerziellen Wörterbuch der Staaten Seiner Majestät des Königs von Sardinien (Turin, 1839) fest, dass die Hauptprodukte dieser Gemeinde Getreide und Obst seien, der größte Reichtum der Einwohner jedoch darin liege die Kastanienernte. Casalis bezog sich auf eine alte, große Vieh- und Schweinemesse, die am ersten Septembertag stattfand. Diese Messe blieb bis vor Kurzem in Mode.
In den Jahren zwischen den beiden Weltkriegen wurde die Umgebung von Cravanzana schnell entvölkert, insbesondere in Richtung Turin, dem Hauptsitz von FIAT; dann, in den 1950er Jahren, nach Alba, der Heimat der Süßwarenindustrie von Ferrero und der Textilindustrie von Miroglio.
Der demografische Wandel verlangsamte sich, nachdem das Schloss Cravanzana 1955 zum Sitz des Berufsinstituts für Landwirtschaft der Alta Langa „G. Ferrero“. Die Schulbildung drängte viele junge Menschen dazu, Unternehmer kleiner Betriebe zu werden, die die wertvollen Haselnüsse produzieren, die auch heute noch das Hauptprodukt der Region sind und mit der Marke „Nocciola Piemonte“ (g.g.A.) gekennzeichnet sind.

## Regelmäßige Veranstaltungen
Am 1. September findet die „fiera delle nocciole“ statt. Eine Art Jahrmarkt mit verschiedenen Ständen.

## Kulinarische Spezialität
Bei Cravanzana wird Weinbau betrieben. Die Beeren der Rebsorten Spätburgunder und/oder Chardonnay dürfen zum Schaumwein Alta Langa verarbeitet werden. In Cravanzana wird auch Bambus angebaut.